# Hapa
Hapa fou un estat tributari protegit de l'Índia, a l'agència de Mahi Kantha, presidència de Bombai, amb una superfície de 13 km² i una població de 1546 habitants (1892) i de 828 habitants el 1901, després de la fam que va afectar el territori. Estava format per dos pobles. Els ingressos s'estimaven vers 1900 en 3.974 rúpies i pagava un tribut de 1025 rúpies al Gaikwar de Baroda i de 219 rúpies al raja d'Idar.
Fou governat per la dinastia Parmar, descendent del rei Vikramaditya de Malwa. Els sobirans portaven el títol de thakurs. El 4 d'agost de 1889 va pujar al tron Wakhatsinghji que va succeir a Madhosinghji. El 1931 Wakhatsinghji fiu succeït pel seu fill Lakhdirajsinghji Himatsinghji que el 1948 va ingressar a la Unió Índia.